# Ariobàrzanes II Filopàtor
Ariobàrzanes II Filopàtor (grec antic: Ἀριοϐαρζάνης Φιλοπάτωρ, Ariobarzánēs Philopátōr: 'Ariobàrzanes, el que estima al seu pare') va ser rei de Capadòcia. Era fill d'Ariobàrzanes I Filoromà i d'Atenaida Filostorgos. Va succeir el pare l'any 63 aC. Va governar fins a una data incerta als voltants del 52 aC, ja que el seu fill Ariobàrzanes III Èusebes apareix com a rei el 51 aC. Tenia un fill més jove, de nom Ariàrates.
La seva dona, segons una inscripció, es deia igual que la seva mare, Atenaida Filostorgos i podria ser la filla de Mitridates VI Eupàtor, rei del Pont. El 57 aC es va desfer dels seus enemics subornant al procònsol Gabini.
Sembla que va morir assassinat, atès que Ciceró recorda al fill la sort del seu pare, i se suposa que ho va ser per elements antiromans.